# Jacek Ratajczak
Jacek Ratajczak (ur. 24 listopada 1986 roku w Warszawie, Polska) – amerykański siatkarz polskiego pochodzenia, grający na pozycji środkowego. Wielokrotny reprezentant Stanów Zjednoczonych.
Pochodzi z Warszawy. W wieku 15 lat wyemigrował z rodzicami do Stanów Zjednoczonych (Woodside, hrabstwo Queens, stan Nowy Jork). W 2004 rozpoczął karierę siatkarską jako środkowy w Bryant High School na wyspie Long Island. W 2006-11 studiował na California State University w Northridge, gdzie grał w drużynie uniwersyteckiej Cal State Northridge Matadors w rozgrywkach Dywizji I. Po ukończeniu studiów w 2011 grę w siatkówkę musiał kontynuować zagranicą, gdyż w Stanach Zjednoczonych nie ma profesjonalnej ligi siatkarskiej. W sezonie 2011/12 grał w zespole VC Gotha, uczestniczącym w niemieckiej 1. Bundeslidze. Kolejny rok spędził w belgijskim VC Euphony Asse-Lennik. W sezonie 2014/15 gracz polskiej drużyny Czarnych Radom.
W reprezentacji Stanów Zjednoczonych zadebiutował 20 sierpnia 2013 w rozgrywkach Pucharu Panamerykańskiego w wygranym meczu z Dominikaną 3:2.